# Мойковац
Мо́йковац (черног. Мојковац) — город в Черногории на севере страны, административный центр одноимённой общины. Население — 4120 человек (2003 г).
Расположен в северо-восточной части страны на берегу реки Тара — популярного места для рафтинга, между горами Беласица и Синяевина. К юго-востоку от города находится национальный парк Биоградска-Гора. Первое упоминание о городе относится к 1254 году, когда он назывался Бршково и входил в состав Рашского королевства. Город был известен своим монетным двором.
Мойковац известен из-за произошедшего здесь в 1916 году сражения, в ходе которого войска черногорцев смогли разбить превосходящую по численности армию Австро-Венгрии. В память об этом событие на въезде в город расположен памятник.
Из достопримечательностей города: монастырь святого Георгия конца XVI века, монастырь Морача 1252 года. Раз в год в Мойковаце проходит осенний кинофестиваль, на котором демонстрируются фильма как отечественного так и зарубежного производства.